# شهرستان تونگچون
شهرستان تونگچون (به کره‌ای: 통천군) یک شهرستان در شرق کره شمالی (شرق شبه‌جزیره کره) بر روی ساحل دریای شرقی کره (دریای ژاپن) است که در تابعیت استان گانگوون قرار دارد.

## تقسیمات اداری
شهرستان تونگچون به ۱ شهرک و ۳۰ روستای تابعه تقسیم شده است.
| - ‌ شهرک‌ها - تونگچون (통천읍، T'ongch'ŏn-ŭp) - روستاها - بانگپو (방포리، Pangp'o-ri) - بوتان (보탄리، Pot'al-li) - بونگهو (봉호리، Pongho-ri) - بوهو (보호리، Poho-ri) - بیوگام (벽암리، Pyŏgam-ni) - پونگسان (풍산리، P'ungsal-li) - په‌چون (패천리، P'aech'ŏl-li) - جاسان (자산리، Chasal-li) - جانگجین (장진리، Changjil-li) - جانگده (장대리، Changdae-ri) - جونگچون (중천리، Chungch'ŏl-li) - ده‌گوک (대곡리، Taegok-ri) - روسانگ (대곡리، Rosang-ni) - ریموک(리목리، Rimok-ri) | - روستاها (ادامه) - ریونگچون (룡천리، Ryongch'ŏl-li) - ریونگسو (룡수리، Ryongsu-ri) - سونگجون (봉호리، Songjŏl-li) - شیلّیم (신림리، Sillim-ni) - شینده (신대리، Sindae-ri) - شینهونگ (신흥리، Sinhŭng-ni) - گانگ‌دونگ (강동리، Kangdong-ni) - گاهونگ (가흥리، Kahŭng-ni) - گوسونگ (거성리، Kŏsŏng-ni) - گومنان (금란리، Kŭmnal-li) - گونسان (군산리، Kunsal-li) - گوئوپ (구읍리، Kuŭp-ri) - میپیونگ (미평리، Mip'yŏng-ni) - میونگّو (명고리، Myŏnggo-ri) - هاسو (하수리، Hasu-ri) - هواتونگ (화통리، Hwat'ong-ni) |

## تاریخ
استان گانگوون به شکل مدرن آن در ماه اوت ۱۸۹۶ میلادی تاسیس شد. دو شهرستان «تونگچون» و «هوپگوک» [흡곡군] در تابعیت این استان قرار گرفتند.
پس از برقراری حاکمیت استعماری ژاپن بر کره در سال ۱۹۱۰ میلادی، «شهرستان هوپگوک» منحل شده و در «تونگچون» ادغام شد. در این دوران، علاوه بر نام رسمی کره‌ای آن، «تونگچون»، نام ژاپنی آن نیز (تلفظ ژاپنی همان نویسه‌های چینی بازتاب‌دهندهٔ نام این استان)، شهرستان تسوسِن (به ژاپنی: 伊川郡، برگردان به لاتین: Tsūsen-gun) به رسمیت رسید.
در سال ۱۹۳۸ میلادی، قصبهٔ «گوجو/کوتئی»[고저면/高底面] به شهرک ارتقاء یافت.
در سال ۱۹۴۵ میلادی، شهرستان تونگچون/تسوسِن متشکل از یک شهرک و شش قصبه بود:
1. شهرک گوجو/کوتئی (고저읍، 高底邑، Kochŏ-ŭp/Kōtei-yū)
2. قصبهٔ بیوک‌یانگ/هه‌کییو (벽양면، 鶴一面، Pyŏkyang-myŏn/Hekiyō-men)
3. قصبهٔ تونگچون/تسوسِن  (통천면، 通川面، T’ongch’ŏn-myŏn/Tsūsen-men)
4. قصبهٔ ریم‌نام/رین‌‌نان (림남면، 臨南面، Rimnam-myŏn/Rinnan-men)
5. قصبهٔ سونگجون/شودِن (송전면، 松田面، Songjŏn-myŏn/Shōden-men)
6. قصبهٔ هاگیل/کاکویتسو(학일면، 鶴一面، Hagil-myŏn/Kakuitsu-men)
7. قصبهٔ هوپگوک/شُوکُوکوکُو(흡곡면، 歙谷面، Hŭpkok-myŏn/Shukukoku-men)

پس از استقلال کره از ژاپن در سال ۱۹۴۵ میلادی، این کشور و همین‌طور استان گانگوون به دو نیمه تقسیم شد. شهرستان تونگچون در کره شمالی و در نیمهٔ شمالی استان گانگوون قرار گرفت.
در پی قطعی شدن مرز بین دو کره، در دسامبر سال ۱۹۵۲ میلادی، در کره شمالی، «قصبه» به‌عنوان یک واحد اداری بالکل منحل شد. در عوض، روستاهای کوچکتر و بزرگتر در جای‌جای کشور با هم تجمیع شده و وظایف اداری بیشتری به آن‌ها سپرده شد، و آن‌ها عملا به سطح سوم تقسیمات کشوری، مستقیما تابعهٔ شهرستان‌ها تبدیل شدند.
در همان تاریخ و در چهارچوب این پروسه، قصبهٔ منحل شدهٔ «ریم‌نام» [림남면] از شهرستان تونگچون جدا شده و ضمیمهٔ شهرستان گوسونگ شد. بخش کوچکی در شمال این شهرستان نیز، شامل روستای «سانگوم» [상음리] به شهرستان آن‌بیون منتقل شد.
در طول این پروسه، روستاهای مختلف شهرک گوجو و سایر قصبه‌های تابعهٔ این شهرستان (شامل ۲۴ روستا در شهرک «گوجو»، ۱۹ روستا در قصبهٔ «بیوک‌یانگ»، ۲۱ تا در قصبهٔ «تونگچون»، ۲۰ تا در قصبهٔ «سونگجون»، ۲۲ تا در قصبهٔ «هاگیل»، و ۳۱ تا در قصبهٔ «هوپگوک»)، به شرح زیر ادغام شده و به ۱ شهرک و ۳۰ روستای نهائی تبدیل شدند:
- شهرک
  1. تونگچون [통천읍] از ادغام روستاهای «پوهانگ» [포항리]، «جونسان» [전산리]، «چونگسوک» [총석리]، «گوجو» [고저리]، «گوجو علیا (سانگ‌گوجو)» [상고저리]، «هونگون» [흥운리] (شهرک منحل شدهٔ «گوجو»)

- روستاها
  1. بانگپو [방포리] از ادغام روستاهای «پانگپو»، «سوهونگ» [서흥리]، «هوئسان» [회산리] (قصبه‌‌های منحل شدهٔ «بیوک‌یانگ» و «تونگچون»)
  2. بوتان [보탄리] از ادغام روستاهای «اوئون» [어운리]، «بِکجونگ» [백종리]، «بوتونگ» [보통리]، «سامگیه» [삼계리]، «گوهانگ» [구항리] (شهرک منحل شدهٔ «گوجو»)
  3. بونگهو [봉호리] از ادغام روستاهای «تونگسو» [통수리]، «دوئیل» [도일리]، «ساهو» [사호리] (شهرک منحل شدهٔ «گوجو»)
  4. بوهو [보호리] از ادغام روستاهای «چیلبو» [칠보리]، «سوکته» [석대리]، «یونهو» [연호리] (قصبهٔ منحل شدهٔ «هاگیل»)
  5. بیوگام [벽암리] از ادغام روستاهای «بیوکسان» [벽산리] و «گونام» [곤암리] (قصبه‌ٔ منحل شدهٔ «بیوک‌یانگ»)
  6. پونگسان [풍산리] از ادغام روستاهای «بِکسان» [백산리]، «پونگپه» [풍패리]، «شینتان» [신탄리]، «هانگ‌پیونگ» [항평리] (قصبهٔ منحل شدهٔ «هاگیل»)
  7. په‌چون [패천리] از ادغام روستاهای «په‌چون»، «هوا سفلی (هاهوا)» [하화리]، «هوا علیا (سانگ‌هوا)» [상화리] (قصبهٔ منحل شدهٔ «هاگیل»)
  8. جاسان [자산리] از ادغام روستاهای «ایپسوک» [입석리]، «جاسان»، «سویوک» [서역리]، «هوادونگ» [화등리] (قصبهٔ منحل شدهٔ «هوپگوک»)
  9. جانگجین [장진리] از ادغام روستاهای «اونگجین» [웅진리]، «جانگجین سفلی (هاجانگجین)» [하장진리]، «سونگ‌یانگ» [송양리] (قصبهٔ منحل شدهٔ «هوپگوک»)
  10. جانگده [장대리] از ادغام روستاهای «جانگ‌دونگ» [장동리]، «سامده» [삼대리]، «مان‌یانگ» [만양리] (قصبه‌های منحل شدهٔ «سونگجون» و «هاگیل»)
  11. جونگچون [중천리] از ادغام روستاهای «جونگده» [중대리]، «جیگوک» [지곡리]، «هیانگچون» [향천리] (قصبه‌ٔ منحل شدهٔ «بیوک‌یانگ»)
  12. ده‌گوک [대곡리] از ادغام روستاهای «ده‌ده» [대대리]، «هوانگپو» [황포리]، «هونگ‌گوک» [흥곡리] (قصبهٔ منحل شدهٔ «هاگیل»)
  13. ریموک [리목리] از ادغام روستاهای «ریموک سفلی (هاریموک)» [하리목리]، «ریموک علیا (سانگ‌ریموک)» [상리목리]، «گاسان» [가산리] (قصبهٔ منحل شدهٔ «هاگیل»)
  14. سونگجون [송전리] از ادغام روستاهای «اومه» [오매리]، «جونگدوک» [정덕리]، «سوکدو» [석도리]، «سونگجون»، «گوئوپ» [구읍리]، «مانگ‌وول» [망월리]، «هوانگسوک» [황석리] (قصبه‌ٔ منحل شدهٔ «سونگجون»)
  15. شیلّیم [신림리] از ادغام روستاهای «شینجوم» [신점리]، «شینیل» [곤암리]، «گوریم» [고림리]، «مان‌گیو» [만교리] (قصبه‌ٔ منحل شدهٔ «بیوک‌یانگ»)
  16. شینده [신대리] از ادغام روستاهای «آگان» [아간리]، «دونگده» [동대리]، «شینده» [신대리]، «شین‌پیونگ» [신평리]، «گیه‌گوک» [계곡리] (قصبه‌‌های منحل شدهٔ «بیوک‌یانگ» و «تونگچون»)
  17. شینهونگ [신흥리] از ادغام روستاهای «ته» [태리]، «تهٔ علیا (سانگ‌ته)» [상태리]، «جیجانگ» [지장리]، «جونگ» [정리] (قصبه‌‌های منحل شدهٔ «بیوک‌یانگ» و «تونگچون»)
  18. گانگ‌دونگ [용수리] از ادغام روستاهای «سالّون» [산론리]، «سوچون» [수천리]، «گانگ‌دونگ»، «گوئهوا» [괴화리]، «ماچا» [마차리] (قصبه‌های منحل شدهٔ «سونگجون» و «هاگیل»)
  19. گاهونگ [가흥리] از ادغام روستاهای «شینهونگ» [신흥리] و «گاشین» [가신리] (قصبه‌ٔ منحل شدهٔ «بیوک‌یانگ»)
  20. گوسونگ [거성리] از ادغام روستاهای «چیگونگ» [치궁리]، «سوکسونگ» [석성리]، «گوروک» [거록리]، «مونچی» [문치리] (قصبه‌ٔ منحل شدهٔ «سونگجون»)
  21. گومران [금란리] از ادغام روستاهای «جوده» [주대리]، «گاپیونگ» [가평리]، «گوانگپو» [광포리]، «گومران»، «گومران جلویی (جون‌گومران)» [전금란리]، «گومران عقبی (هوگومران)» [후금란리] (قصبه‌‌های منحل شدهٔ «بیوک‌یانگ» و «تونگچون»)
  22. گونسان [군산리] از ادغام روستاهای «آمنیونگ» [압룡리]، «گوگیه» [구계리]، «گونسان»، «نه‌هاک» [내학리]، «یونهوا» [연화리] (قصبهٔ منحل شدهٔ «هوپگوک»)
  23. گوئوپ [구읍리] از ادغام روستاهای «اوئون» [어은리]، «سونگسان» [송산리]، «شرقی (دونگ)» [동리]، «شین»‌ [신리]، «غربی (سو)» [서리]، «میانی (جونگ)» [중리] (شهرک منحل شدهٔ «گوجو»، قصبهٔ منحل شدهٔ «تونگچون»)
  24. ماجون [마전리] از ادغام روستاهای «اونسو» [운수리] و «ماجون» (قصبهٔ منحل شدهٔ «هاگیل»)
  25. میپوینگ [미평리] از ادغام روستاهای «اوریو» [오류리]، «بان‌وول» [반월리]، «جونچون» [전천리]، «شین‌وول» [신월리] (شهرک منحل شدهٔ «گوجو»)
  26. نوسانگ [노상리] از ادغام روستاهای «آسان» [아산리]، «اوکما» [옥마리]، «پوهانگ» [포항리]، «شینهونگ» [신흥리]، «گالپیونگ» [갈평리] (قصبه‌ٔ منحل شدهٔ «سونگجون»)
  27. هاسو [하수리] از ادغام روستاهای «پونگهو» [풍호리]، «جوندانگ» [전당리]، «سوٰنگهیون» [성현리]، «هاسو»، «یانگجی» [양지리] (قصبهٔ منحل شدهٔ «هوپگوک»)
  28. هواتونگ [화통리] از ادغام روستاهای «بان‌گیه» [반계리]، «دونگسان» [동산리]، «ساجه» [사재리]، «سوْنگهیون» [송현리]، «شینجانگ» [신장리]، «شینهونگ» [신흥리]، «میونگ‌گو» [명고리]، «هواتونگ»، «یولدونگ» [율동리] (قصبهٔ منحل شدهٔ «هوپگوک»)
  29. یونگچون [용천리] از ادغام روستاهای «سووانگ» [서왕리]، «سووانگ علیا (سانگ‌سووانگ)» [상서왕리]، «یونگچون»، «یونگهونگ» [용흥리]، «یونگ‌یون» [용연리] (قصبهٔ منحل شدهٔ «هوپگوک»)
  30. یونگسو [용수리] از ادغام روستاهای «بانگ‌دونگ» [방동리]، «بانگ‌دونگ سفلی (هابانگ‌دونگ)» [하방동리]، «پیونگ» [평리]، «دونگ‌جونگ» [동정리]، «سونجونگ» [서정리]، «مائام» [마암리] (قصبه‌ٔ منحل شدهٔ «تونگچون»)

در طول جنگ کره، و دست به دست شدن این منطقه بین قوای کره شمالی (و «ارتش داوطلبانهٔ خلق چین») از یک سو، و قوای کره جنوبی، ایالات متحده آمریکا و سازمان ملل از سوی دیگر، تعداد زیادی از ساکنان آن آواره شدند. امروزه جمعیت قابل توجهی از نوادگان این آواره شدگان در شهر سوکچو در کره جنوبی زندگی می کنند.
در سال ۱۹۵۴ میلادی، روستای «ماجون» منحل شده و ضمیمهٔ «ریموک» شد.
در همان تاریخ، از بخشی از اراضی روستاهای «هواتونگ» و «یونگچون»، روستای «میونگ‌گو» [명고리] مجدداً تأسیس شد. (مجموعا ۱ شهرک و ۳۰ روستا)